# 瓜笄黴
瓜笄黴（學名：Choanephora cucurbitarum）是一種植物病原真菌，屬於毛黴目，可引起各種葫蘆的果實和花朵腐爛。它也可能會影響秋葵、敏豆和豇豆，且可能導致睡茄的莖和葉腐敗。2017年，Das等人在對印度的茄子、凹萼木鱉、扁豆和豌豆進行研究後，增加了更多關於瓜笄黴的病理指標。瓜笄黴好發於高溫高濕的環境，並且會在土壤中盤據。瓜笄黴主要的病徵是會感染果實及葉子，其中包含水浸狀的病徵或壞疽型病斑，且發展快速。當真菌開始產生孢子時，受影響的植株組織會因孢子囊遍佈而呈灰褐色及毛茸狀。

## 性狀描述
瓜笄黴帶有小孢子囊（sporangiola）的孢子囊柄直立、透明且無分枝，頂端膨大長出棒狀囊泡，從囊泡中產生二分枝狀，亦呈棍棒狀的二級囊泡。小型孢子囊為不開裂的，呈橢球狀，顏色為棕色至深棕色，具有明顯的縱向條紋，尺寸為12-20μm x 6-12μm。孢子囊呈球狀，含有多枚孢子，最初的顏色為白色至黃色，成熟時呈淺棕色至深棕色，尺寸為40-160μm。來自孢子囊的孢子囊柄呈橢圓形至寬橢圓形，顏色為棕色至深棕色，具有細小透明極性附屬物的不透明條紋，尺寸為16-20 µm x 8-12 µm。

## 外部連結
- APS: Choanephora fruit rot on squash. APS publication number IW00007.
- Index Fungorum （页面存档备份，存于）
- USDA ARS Fungal Database （页面存档备份，存于）